# Списак тврђава у Мачванском округу
Списак тврђава у Мачванском округу представља списак остатака средњевековне фортификационе архитектуре на територији Мачванског округа и географске области Мачве, рађен на основу података које је сакупио Александар Дероко. На списку су наведене:
- Тврђаве
- Утврђене куле (тзв. донжон куле)

## Б
- Бељин - Поред Владимираца. Данас не постоји.

## В
- Видин град - утврда на планини Цер у близини Лешнице. Данас има остатака утврде.

## Г
- Градац(лознички) - Код села Драгинац, крај Лознице. Данас има остатака града.

## Д
- Дебрц (Градужине) - На обали Саве поред Обреновца, чувени дворац краља Драгутина. Претпоставља се да је у питању локалитет Градужине.
- Дворска - Поред истоименог села недалеко од Крупња. Данас има остатака града.

## Ђ
- Ђуримска стена - Недалеко од Љубовије. Данас има остатака утврде.

## К
- Ковиљача(Ковиљкин град) - Изнад истоимене бање. Данас има врло мало остатака града.
- Косанин град - На планини Цер код Шапца. Данас постоје остаци тврђаве.
- Коњуша(??Тројанов град??) - На планини Цер, недалеко од Шапца.
- Костајник - Недалеко од Крупња, код истоименог села. Данас има остатака утврде.
- Криваја - Код Добраве, крај Шапца. Данас постоје остаци града.

## Р
- Рановизантијско утврђење Коњуша на Церу - У атару села Милошевац, општина Шабац. Данас постоје остаци тврђаве.

## С
- Соко Град(дрински) - Код Љубовије. Данас постоје остаци утврде.

## Т
- Толисавац - Поред Крупња. Данас има остатака утврде.
- Трајанов Град - Утврда на планини Цер. Данас има остатака града.
- Трешњица - Недалеко од Љубовије. Данас има остатака тврђаве.

## Ш
- Шабачки Град(Заслон,Сава,Бигир Делен) - Утврда у Шапцу. Данас је опстала само јужна половина утврде, док је северни део однела Сава.